# Michael Rich
Michael Rich (* 23. September 1969 in Freiburg im Breisgau) ist ein ehemaliger deutscher Radrennfahrer und Olympiasieger. Seine Paradedisziplin war das Einzelzeitfahren.

## Sportlicher Werdegang
Michael Rich war Mitglied des Vereins RSV Öschelbronn. 1988 startete Michael Rich erstmals bei Olympischen Spielen. In der Mannschaftsverfolgung auf der Bahn belegte er mit Thomas Dürst, Matthias Lange und Uwe Nepp Platz zehn. Anschließend verlegte er seinen sportlichen Schwerpunkt auf die Straße. Vier Jahre darauf, bei den Olympischen Spielen 1992 in Barcelona, wurde er im Mannschaftszeitfahren über 102,8 Kilometer auf der Straße gemeinsam mit Bernd Dittert, Christian Meyer und Uwe Peschel Olympiasieger. 1996 startete Rich erneut bei Olympischen Spielen, wurde Zehnter im Einzelzeitfahren, und 2004 verpasste er mit dem vierten Platz im Einzelzeitfahren das Podest nur knapp. 1994 und 1999 gewann er das Etappenrennen Rapport Toer in Südafrika.
Von 1999 bis 2006 fuhr Rich für den deutschen Profiradrennstall Team Gerolsteiner. Er errang insgesamt fünf deutsche Meistertitel im Zeitfahren, zuletzt im Juni 2005. Bei der Zeitfahr-WM erreichte er dreimal den zweiten (2000, 2002, 2004) sowie 2003 den dritten Platz. Bei den Straßenweltmeisterschaften am 22. September 2005 belegte er einen für ihn enttäuschenden 15. Platz.
Rich gewann die beiden letzten Austragungen des französischen Zeitfahr-Klassikers Grand Prix des Nations 2003 und 2004. Bei der Deutschland Tour 2004 gewann er das Auftaktzeitfahren mit 25 Sekunden Vorsprung vor Jan Ullrich und errang damit das Gelbe Trikot, das er jedoch auf der dritten Etappe an den späteren Gesamtsieger Patrik Sinkewitz verlor. Seine größten Erfolge bei Rundfahrten waren der Gewinn der Tour de la Somme 1999 und der Bayern-Rundfahrt 2002, 2003 und 2005.
Neben der Bayern-Rundfahrt gewann Rich 2005 auch die Rheinland-Pfalz-Rundfahrt. Gemeinsam mit seinen Teamkollegen Markus Fothen, Sven Krauß, Sebastian Lang, Torsten Schmidt und Uwe Peschel gewann er das Teamzeitfahren in Eindhoven mit drei Sekunden Vorsprung vor den Mannschaften von Phonak und CSC. Zudem erreichte er bei der Tour de France 2005 erstmals das Ziel in Paris, nachdem er 2003 in den Bergen aufgeben musste und 2004 nicht am Start war, weil er sich gezielt auf seinen Olympiastart in Athen vorbereiten wollte.

## Berufliches
2006 gab Michael Rich seinen Rücktritt vom aktiven Radsport bekannt und dass er ab dem Jahr 2007 unter anderem als Materialscout für das Team Gerolsteiner tätig sein werde. Ursprünglich hat Michael Rich eine Ausbildung zum Industriemechaniker absolviert.
Nach der Auflösung des Team Gerolsteiner ist Michael Rich als Redakteur für das Fachmagazin Roadbike tätig, in der Entwicklung bei Canyon-Fahrrädern involviert und war als Teamkoordinator beim belgischen PT Silence-Lotto beschäftigt. Sportlich hat er sich dem Mountainbike zugewandt.

## Ehrungen
Am 23. Juni 1993 wurde Michael Rich mit dem Silbernen Lorbeerblatt geehrt.

## Erfolge
1989
- Deutscher Amateur-Meister – Einzelzeitfahren

1992
- Olympiasieger – Mannschaftszeitfahren

2000
- Gesamtwertung und eine Etappe Tour de la Somme
- eine Etappe Bayern-Rundfahrt
- Deutscher Meister – Einzelzeitfahren
- Weltmeisterschaft – Einzelzeitfahren

2001
- eine Etappe Niedersachsen-Rundfahrt

2002
- Gesamtwertung und eine Etappe Bayern-Rundfahrt
- eine Etappe Deutschland Tour
- eine Etappe Niedersachsen-Rundfahrt
- eine Etappe Tour du Poitou-Charentes
- Weltmeisterschaft – Einzelzeitfahren
- Chrono des Herbiers

2003
- Gesamtwertung und eine Etappe Bayern-Rundfahrt
- Deutscher Meister – Einzelzeitfahren
- Paarzeitfahren GP Eddy Merckx
- Grand Prix des Nations
- Chrono des Herbiers

2004
- eine Etappe Bayern-Rundfahrt
- eine Etappe Hessen-Rundfahrt
- Deutscher Meister – Einzelzeitfahren
- eine Etappe Deutschland Tour
- Weltmeisterschaft – Einzelzeitfahren
- Grand Prix des Nations

2005
- Gesamtwertung Bayern-Rundfahrt
- eine Etappe Ster Elektrotoer
- Mannschaftszeitfahren Eindhoven
- Deutscher Meister – Einzelzeitfahren

## Grand-Tour-Platzierungen
| Grand Tour            | 1998 | 1999 | 2000 | 2001 | 2002 | 2003 | 2004 | 2005 |
| --------------------- | ---- | ---- | ---- | ---- | ---- | ---- | ---- | ---- |
| Giro d’ItaliaGiro     | –    | –    | –    | –    | –    | –    | –    | –    |
| Tour de FranceTour    | –    | –    | –    | –    | –    | DNF  | –    | 130  |
| Vuelta a EspañaVuelta | 92   | –    | –    | –    | –    | –    | –    | –    |